# Héroes invisibles
Héroes invisibles (en inglés, Invisible Heroes) es una miniserie de televisión de drama histórico chileno-finlandesa estrenada en 2019. Basada en hechos reales, cuenta la historia de dos diplomáticos finlandeses, quienes salvaron cientos de vidas en Chile tras el golpe de Estado de 1973.
La serie de seis capítulos fue estrenada en Finlandia el 21 de abril de 2019 en el canal Yle TV1 y la plataforma Yle Areena. En Chile, Héroes invisibles tuvo un preestreno en el festival Sanfic, en agosto de 2019, y fue estrenada para el público por Chilevisión el 9 de septiembre de 2020.
La serie fue dirigida por Mika Kurvinen y Alicia Scherson, con guion de Tarja Kylmä y Manuela Infante. Se inspira parcialmente en el libro La Ruta Finlandesa de Heikki Hiilamo.

## Reparto

### Protagonistas
- Pelle Heikkilä es Tapani Brotherus
- Sophia Heikkilä es Lysa Brotherus
- Ilkka Villi es Ilkka Jaamala
- Gastón Salgado es Óscar
- Néstor Cantillana es Franco Pavez
- Cristián Carvajal es Ismael Huerta
- Paola Lattus es Eliana Aguilera
- Aksa Korttila es Seija Sandoval
- Juan Cano es Rodrigo Sandoval
- Sönke Möhring es Andreas Voss
- Mikael Persbrandt es Harald Edelstam

### Personajes secundarios
- Ingrid Isensee como Patricia Hamilton
- Marcial Tagle como Luis Salinas
- Luis Cerda como Jaime García
- Rodrigo Lisboa como Marco Ponce
- Lux Pascal como Eric
- Andrew Bargsted como Eduardo
- Viviana Herrera como Paulina
- Renzo Briceño como Toledo
- Norma Norma Ortiz como Nelly
- Jaime Omeñaca como Coronel Soto
- Eusebio Arenas como Héctor
- Diego Noguera como Herz
- Paulina Moreno como Silvia
- Nicolás Saavedra como Carlos Altamirano Orrego
- Hugo Espinoza como José Toribio Merino
- Rodolfo Pulgar como Tobías Castillo
- Eduardo Paxeco como Asesor de Ismael
- Pablo Fuentes como Isla
- Claudia Celedón como Mina
- Robert Graf como Frenz
- Heidrun Breier como Ruth
- Valto Savolainen como Tomi
- Sofía Ramírez Ala-Kaila como Tina
- Vuokko Hovatta como Leena Jaamala
- Dick Idman como Alexander Thesleff
- Juha Kukkonen como Lars Sand
- Pertti Sveholm como Osmo Kock
- Carl-Kristian Rundman como Risto Tuomi
- Lauri Nurkse como Kosonen

### Reparto invitado
- Jessica Vera
- Carlos Martínez Muñoz
- Francisco Ossa
- Peter Schwend
- Nathalia Aragonese
- Pablo Díaz del Río
- Amaya Forch
- Pablo Ausensi
- Mario Candia
- Kester Bull
- Alejandro Ruiz
- Jaime Azócar
- Mario Bustos
- Claudio Rodríguez
- Nicolás Allendes
- Rodrigo Molina
- Alejandro Espinoza
- Adrián Tomasevski
- Mirta Leiva
- Sebastián Ayala
- Hernán Vallejo
- Pablo Suárez
- Lukas Vergara
- Omar Mattar
- Diego Gougain
- Iván Silva
- Daniel Guillón
- Daniel de la Vega
- Christián González
- Carlos Serjal
- Marcelo Gutiérrez
- Joan Keane
- Daniel Candia
- Ariel Lagos
- Raúl Escudero
- Justin Wade
- Andrés Skoknic
- Elvis Fuentes
- Moisés Angulo
- Alejandro Contreras
- Ximena Garrido
- Luis Hernández
- Robert Cartwright
- Nelson Polanco
- Felipe Zepeda
- Irving Gutiérrez
- Matías Lansen
- Jiména Núñez
- Pablo TeillIer
- Sergio Monge
- Guimmermo Zerda
- Claudio Flores
- José Luis Aguilera
- Mariela Mignot
- Andrés Padilla
- Angelo Coppola
- Diego Fuentes
- Antonia Bravo
- Franco Meersohn
- María Angélica Luzzi
- Gonzalo Canelo
- Franco Toledo
- Félix Villar
- Bernardo Quesney
- César González como
- Cristián Miranda
- Carlos Vergara
- Natalia Navarrete
- Félix Venegas
- Ernesto Anacona
- Claudio Riveros
- Roberto Cayuqueo
- Sebastián Arrigorriaga
- José Tomás Correa